# Amazonzaur
Amazonzaur (Amazonsaurus maranhanensis) – zauropod z grupy diplodokokształtnych; jego nazwa oznacza "amazoński jaszczur".
Żył w okresie wczesnej kredy (110-100 mln lat temu) na terenach Ameryki Południowej. Długość ciała do 12 m, masa ok. 10 t. Jego szczątki (kość biodrową i kulszową, kilka kręgów kręgosłupa oraz ogona oraz żebra) znaleziono w Brazylii (w stanie Maranhão).